# UTC−7
| Ora standard (tot anul) Ora standard (iarna din emisfera nordică) Ora standard (iarna din emisfera sudică) | Regiune maritimă în acest fus orar Ora de vară (vara din emisfera nordică) Ora de vară (vara din emisfera sudică) |

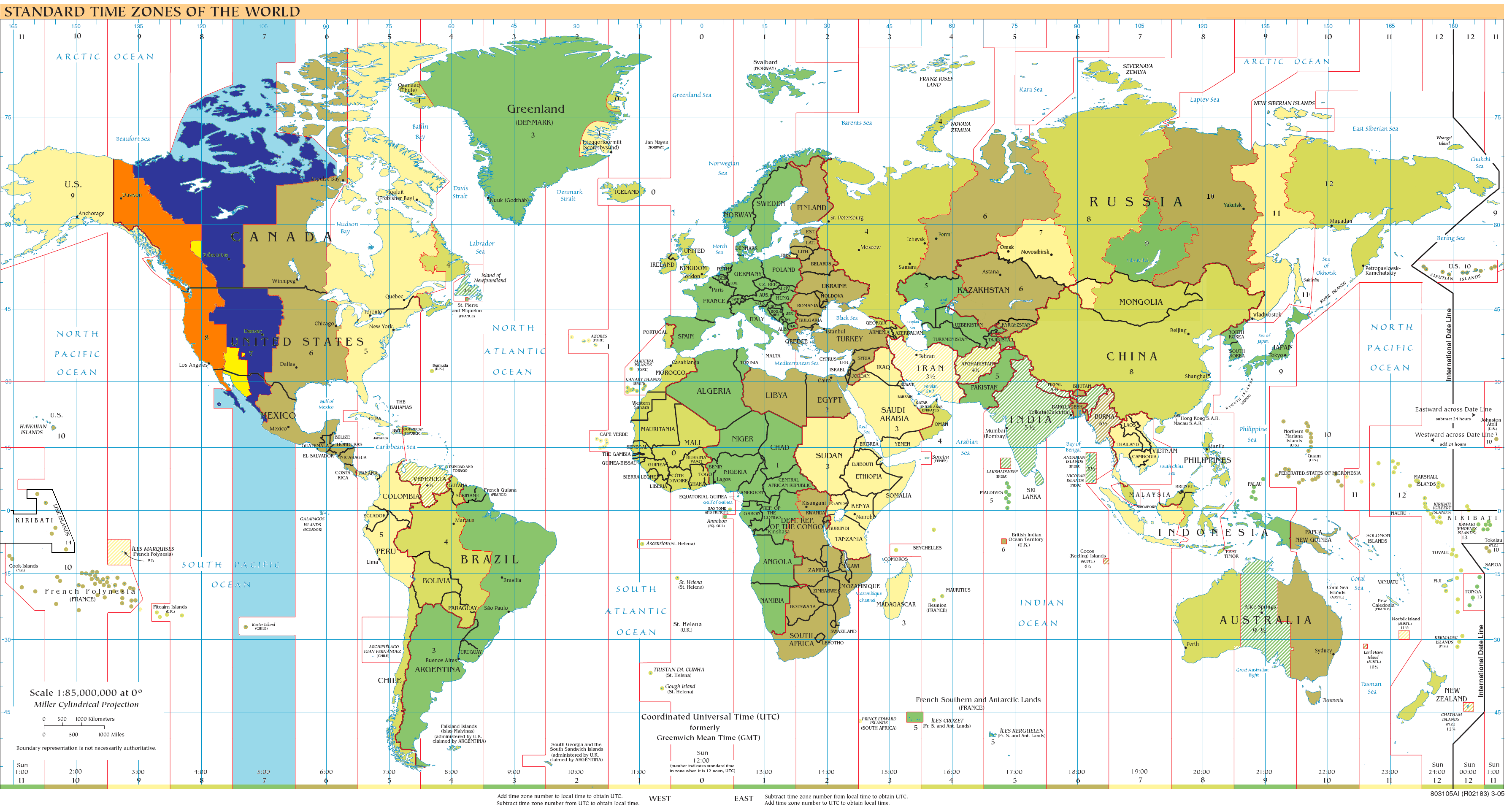
Utilizarea fusului orar UTC−7:

UTC−7 este un fus orar aflat cu 7 ore după UTC. UTC−7 este folosit în următoarele țări și teritorii:

## Ora standard (tot anul)
Zona Noroeste: UTC−8 / ora de vară: UTC−7
     Zona Pacífico: UTC−7
     Zona Pacífico: UTC−7 / ora de vară: UTC−6
     Zona Centro: UTC−6 / ora de vară: UTC−5

- Canada
  -  Saskatchewan (doar Valea Râului Păcii),
- Statele Unite ale Americii
  -  Arizona (fără Rezervația Navajo),
- Mexic (Zona Pacífico),
  - Sonora și insulele Revillagigedo, fără insula Clarion.

## Ora standard (iarna din emisfera nordică)
- Canada (MST - Mountain Standard Time)
  -  Alberta
  -  Columbia Britanică (partea sud-estică)
  -  Nunavut (partea vestică)
  -  Saskatchewan (doar Lloydminster și zona înconjurătoare)
  -  Teritoriile de Nordvest (majoritatea teritoriului)
- Mexic (Zona Pacífico)
  - Baja California Sur, Chihuahua, Nayarit și Sinaloa,
- Statele Unite ale Americii (MST - Mountain Standard Time)
  -  Arizona (doar Rezervația Navajo);
  -  Colorado, întreg statul;
  -  Dakota de Nord (doar partea sud-vestică);
  -  Dakota de Sud (partea vestică);
  -  Idaho (fără partea nordică);
  -  Kansas (doar niște comitate în partea vestică);
  -  Montana, întreg statul;
  -  Oregon (doar trei cartiere în comitatul Malheur);
  -  Nebraska (partea vestică);
  -  Nevada (doar West Wendover și Jackpot);
  -  New Mexico, întreg statul;
  -  Texas (doar comitatele Hudspeth și El Paso);
  -  Utah, întreg statul;
  -  Wyoming, întreg statul.

În vara aceste regiuni folosesc fusul orar UTC−6.

## Ora de vară (vara din emisfera nordică)
- Canada (PDT - Pacific Daylight Time)
  -  Columbia Britanică (majoritatea provinciei)
  -  Yukon
- Mexic (Zona Noroeste)
  - Baja California
- Statele Unite ale Americii (PDT - Pacific Daylight Time)
  -  California
  -  Idaho (partea nordică)
  -  Nevada (fără West Wendover și Jackpot)
  -  Oregon (fără trei cartiere în comitatul Malheur)
  -  Washington

În timpul iarnii aceste regiuni folosesc fusul orar UTC−8.